# Blohm und Voss BV 40
Блом унд Фосс БВ 40 — одноместный планёр-истребитель конца Второй мировой войны, разрабатывался с целью перехвата множественных бомбардировщиков союзников (в частности США), бомбящих территорию Германии.

## Предпосылки к созданию
Начиная с января 1943 года соединения американских бомбардировщиков B-17 стали бомбить территорию Германии. Первые столкновения немецких истребителей Фокке-Вульф 190 с В-17, летящими в строю «боевая коробка», показали, что Фокке-Вульф является довольно хорошей целью для стрелков «Летающей крепости» и они могли поражать немецкие истребители «в лоб» на расстоянии до 1000 метров. Встал вопрос уменьшения фронтальной проекции истребителей, и Рихард Фогт не видя иной возможности сделать это, кроме как исключив двигатель из конструкции планера, предложил Техническому департаменту оригинальную идею безмоторного перехватчика — планёра-истребителя. Одним из основных преимуществ планёра было бы также то, что его предполагалось производить без применения дефицитных материалов (например, алюминия). Планёр-перехватчик поднимался бы на высоту обычным истребителем и мог бы практически незаметно (из-за весьма малых размеров) для стрелков бомбардировщика приблизиться на дистанцию эффективного огня 30-мм пушек.

## История создания

### Описание конструкции
Планёр собирался из недефицитных материалов (дерева, фанеры, железа), которые обрабатывались рабочими, не имевшими опыта авиастроения. Кабина пилота BV 40 была рассчитана на полулежачее, лицом вперёд, положение пилота, причём опираться подбородком он должен был на специальную станину. Сама кабина сваривалась из стальных бронелистов: передний 20 мм, боковые панели — 8 мм, сбрасываемая верхняя панель — также 8 мм, дно — 5 мм. В переднем бронелисте располагалось 120-миллиметровое бронированное стекло. Ноги пилота защищал 8 мм бронелист. Центральная секция фюзеляжа выполнялась из клёпаного металла, к которой деревянная хвостовая секция крепилась болтами. Каркас крыльев и хвостового оперения также выполнялись из дерева и затем обшивались 4 мм фанерой. Само крыло выполнялось из трёх лонжеронов — одного центрального и двух вспомогательных — спереди и сзади, к фюзеляжу крепилось четырьмя болтами.
Для взлёта в качестве шасси использовалась сбрасываемая после взлёта двухколёсная тележка, а для посадки — полуубирающаяся лыжа. Для регулировки посадки были предусмотрены специальные закрылки, которые опускались до 80 градусов относительно крыла (при нормальной посадке — до 50-ти градусов). Для взлёта планёр крепился 30-метровым тросом к Bf 109G или Fw 190.
Первоначально планировалось оснастить аппарат одной MK 108 c 70-ю снарядами, так как Фогт полагал, что после первого захода на цель, если хватало высоты и скорости для манёвра, пилот должен был использовать «герат шлинге» — спущенный с планера трос с зарядом взрывчатки на конце. Но так как наиболее целесообразно было сближаться с целью, пикируя на скорости 800 км/ч, а непосредственно атаку вести на скорости 400 км/ч, то у пилота будет только один шанс и очередь, выпущенная по противнику, должна быть максимально мощной. Поэтому от заряда на тросе отказались и решили установить ещё одну пушку МК 108 при том же суммарном боезапасе.

### Лётные испытания
Первые лётные испытания прототипа BV 40 V1 состоялись в конце мая 1944 года. Планёр был поднят в воздух истребителем Bf 110. После полёта лётчик-испытатель доложил, что аппарат ведёт себя устойчиво, даже в турбулентном потоке буксирующего самолёта. Второй полёт произошёл 2 июня 1944 года в Венцендорфе. Пилот отцепился от буксира на высоте около 800 метров и скорости 240 км/ч. Планер был устойчив до скорости 150 км/ч, но при скорости 140 км/ч резко потерял управление и рухнул на границу аэродрома. К этому моменту был готов BV 40 V2, испытания которого происходили 5 и 8 июня, на второй день испытаний планёр спустили с высоты 2200 метров и он достиг скорости 330 км/ч. Планёр под индексом BV 40 V3 проходил статические испытания. BV 40 V4 был серьёзно повреждён при лётных испытаниях в середине июня и его заменил BV 40 V5. 27 июля в Венцендорф из Штада BV 40 V6 был перегнан на буксире за Bf 110. Это был первый длительный перегон, и лётчик, управлявший планёром, сказал, что весьма утомительно весь полёт лежать ничком, упираясь подбородком.
Так как управляемость планёром была признана удовлетворительной, было заказано 19 планёров к марту 1945 года. Одновременно был заказ на серию из двухсот планёров BV 40A. Но Технический департамент уже имел различные планы на развитие вооружения и оснащения планёра-истребителя: предлагалось установить ракетный или пульсирующий двигатель, изменить назначение планёра, оснастив его мелкими бомбами для сброса на строй бомбардировщиков, или оснастить планёр четырьмя 700-килограммовыми бомбами BT-700, вообще использовать планёр как буксируемый топливный бак. Также предлагалось изменить способ доставки планёров — крепить два планера под He 177.
К середине июля 1944 года основная программа испытаний была завершена, на высоте 2000 метров была достигнута скорость 470 км/ч, а расчётная скорость в пике предполагалась около 900 км/ч. Такая скорость в пике могла спровоцировать флаттер элеронов, что предполагалось предотвратить, уменьшив их площадь на 40 %. Однако, хотя к августу 1944 года BV 40 V7 был готов, программу свернули в начале осени и BV 40 V8 и V9 не были достроены.

## Тактико-технические данные

Схема планёра, пилот внутри может служить масштабом

- Тип: одноместный планёр-истребитель
- Вооружение: две 30-мм пушки MK 108 с 70 снарядами
- Максимальная скорость: при пикировании — 900 км/ч, на буксире за Bf 109G — 550 км/ч на высоте 6000 метров с одним планёром и 500 км/ч с двумя планёрами на буксире.
- Время подъёма: на высоту 7000 метров 12 минут с одним планёром и 16,8 минут с двумя планёрами на буксире
- Вес: 840 кг пустой и 950 кг взлётный.
- Размеры: размах крыла 7,9 метра, длина — 5,7 метров, высота — 1,6 метра, площадь крыла 8,4 м².